# Fundamentalsatz der Algebra
Der (Gauß-d’Alembertsche) Fundamentalsatz der Algebra besagt, dass jedes nicht konstante Polynom im Bereich der komplexen Zahlen mindestens eine Nullstelle besitzt. Dabei können die Koeffizienten des Polynoms beliebige komplexe Zahlen sein – insbesondere sind Polynome mit ganzen oder reellen Koeffizienten mit eingeschlossen.
Wendet man den Satz zum Beispiel auf das Polynom {\displaystyle z^{4}+15z^{2}+4} an, so folgt, dass die im Bereich der reellen Zahlen unlösbare Gleichung {\displaystyle z^{4}+15z^{2}+4=0} im Bereich der komplexen Zahlen mindestens eine Lösung besitzen muss.
Der Fundamentalsatz der Algebra sagt, dass die komplexen Zahlen algebraisch abgeschlossen sind oder – äquivalent – dass die reellen Zahlen reell abgeschlossen sind.
Die Namensgebung wurzelt in einem traditionellen Verständnis der Algebra als der Lehre von Gleichungen höheren Grades mittels „Buchstabenrechnen“.

## Satz
Es sei
{\displaystyle P(z)=\sum _{k=0}^{n}a_{k}\cdot z^{k}}
ein Polynom vom Grad {\displaystyle \deg P=:n\in \mathbb {N} \backslash \{0\}} – also ein nicht konstantes Polynom – mit komplexen Koeffizienten {\displaystyle a_{k}\in \mathbb {C} }.
Dann hat das Polynom eine komplexe Nullstelle, d. h., es gibt eine Zahl {\displaystyle z\in \mathbb {C} }, so dass {\displaystyle P(z)=0} gilt. Genauer gilt, dass die Anzahl der Nullstellen, wenn sie mit der richtigen Vielfachheit gezählt werden, insgesamt gleich dem Grad des Polynoms ist.

### Anmerkung zum Fall reeller Koeffizienten
Auch wenn {\displaystyle P} ein Polynom über den reellen Zahlen ist, wenn also alle Koeffizienten {\displaystyle a_{k}} in {\displaystyle \mathbb {R} } liegen, sind die zugehörigen Nullstellen nicht notwendigerweise reell. Es gilt aber: Ist {\displaystyle w} eine nichtreelle Nullstelle von {\displaystyle P}, so ist auch ihr komplex Konjugiertes {\displaystyle {\bar {w}}} eine Nullstelle von {\displaystyle P}. Ist {\displaystyle w} eine mehrfache Nullstelle von {\displaystyle P}, so hat {\displaystyle {\bar {w}}} dieselbe Vielfachheit. In der faktorisierten Schreibweise des Polynoms lassen sich daher die zugehörigen Linearfaktoren immer zu einem quadratischen Faktor {\displaystyle (z-w)(z-{\bar {w}})} zusammenfassen. Ausmultipliziert hat dieses Polynom zweiten Grades wieder rein reelle Koeffizienten:
{\displaystyle (z-w)(z-{\bar {w}})=z^{2}-(w+{\bar {w}})z+w\cdot {\bar {w}}=z^{2}-2\operatorname {Re} (w)\cdot z+|w|^{2}}
Daraus folgt im Umkehrschluss, dass jedes reelle Polynom sich in reelle Polynomfaktoren vom Grad eins oder zwei zerlegen lässt. In dieser Form wurde der Satz 1799 von Carl Friedrich Gauß im Rahmen seiner Doktorarbeit formuliert, die dieses Ergebnis bereits in ihrem lateinischen Titel Demonstratio nova theorematis omnem functionem algebraicam rationalem integram unius variabilis in factores reales primi vel secundi gradus resolvi posse verkündet (deutsch: „Neuer Beweis des Satzes, dass jede ganze rationale algebraische Funktion in einer Variablen in reelle Faktoren ersten oder zweiten Grades zerlegt werden kann“).

### Folgerung: Algebraische Abgeschlossenheit des komplexen Zahlkörpers
Von einem Polynom {\displaystyle f(z)} lässt sich der zu einer Nullstelle {\displaystyle z_{0}} mit {\displaystyle f(z_{0})=0} gehörende Linearfaktor {\displaystyle (z-z_{0})} abspalten: {\displaystyle f(z)=(z-z_{0})\cdot f'(z)}. (Dazu kann beispielsweise die Horner-Ruffini-Methode verwendet werden.) Durch die Abspaltung ergibt sich ein im Grad um eins reduziertes Polynom {\displaystyle f'(z)}, für welches das Verfahren wiederholt werden kann. Per Induktion ist hiermit gezeigt: Jedes nicht konstante Polynom über {\displaystyle \mathbb {C} } zerfällt vollständig in ein Produkt aus Linearfaktoren:
{\displaystyle f(z)=\sum _{k=0}^{n}a_{k}\cdot z^{k}=a_{n}\cdot \prod _{i=1}^{n}(z-z_{i})} ,
wobei die {\displaystyle z_{i}} die Nullstellen des Polynoms sind.
Der Fundamentalsatz der Algebra besagt also, dass der Körper {\displaystyle \mathbb {C} } der komplexen Zahlen algebraisch abgeschlossen ist.

### Beispiel
Die Polynomgleichung
{\displaystyle P(x)=x^{5}-5x^{4}+17x^{3}-13x^{2}=0}
hat die Lösungen
{\displaystyle L=\{0^{(2)},1,2-3{\text{i}},2+3{\text{i}}\}} ,
die natürlich die Nullstellen des Polynomes sind. Die Lösung 0 wird dabei doppelt gezählt, wie anhand der Faktorisierung des Polynoms ersichtlich ist:
{\displaystyle P(x)=x\cdot x\cdot (x-1)\cdot (x-2+3{\text{i}})\cdot (x-2-3{\text{i}})=x\cdot x\cdot (x-1)\cdot (x^{2}-4x+13)} .
Man verwendet auch die Sprechweise „0 tritt mit Vielfachheit 2 auf“, alle anderen Nullstellen treten mit Vielfachheit 1 auf. Dieses Beispiel zeigt auch, dass die Nullstellen im Allgemeinen nicht (alle) reell sind, selbst wenn das Polynom reelle Koeffizienten hat. Nichtreelle Nullstellen von Polynomen mit reellen Koeffizienten treten aber immer paarweise komplex konjugiert auf (in obigem Beispiel {\displaystyle 2\pm 3i}).

### Äquivalente Formulierungen
Der Satz lässt sich in äquivalenten Formulierungen aussprechen, die hier zusammenfassend aufgeführt seien:
- Jedes nicht-konstante reelle Polynom hat eine komplexe Nullstelle.
- Jedes nicht-konstante reelle Polynom zerfällt im Komplexen vollständig in Linearfaktoren.
- Jedes nicht-konstante komplexe Polynom hat eine Nullstelle.
- Jedes nicht-konstante komplexe Polynom zerfällt vollständig in Linearfaktoren.
- Irreduzible komplexe Polynome sind linear.
- Irreduzible reelle Polynome sind quadratisch oder linear. (Dies ist die Formulierung in Gauß' Dissertation Demonstratio nova theorematis … von 1799.)
- Der Körper {\displaystyle \mathbb {C} } ist algebraisch abgeschlossen.
- Der Körper {\displaystyle \mathbb {R} } ist reell abgeschlossen.
- Der Körper {\displaystyle \mathbb {C} } besitzt keine echten endlichen Körpererweiterungen.
- Der Körper {\displaystyle \mathbb {R} } besitzt lediglich eine echte endliche Körpererweiterung, nämlich {\displaystyle \mathbb {R} [\mathrm {i} ]=\mathbb {C} }.

Die Äquivalenz folgt mittels vollständiger Induktion, Körpertheorie, schlicht per Definition oder aber mit Hilfe der Theorie formal reeller Körper. Insbesondere dank der letzteren ist auch folgende Formulierung äquivalent:
- Der (angeordnete) Körper {\displaystyle \mathbb {R} =\mathbb {R} _{>0}\,\uplus \,\{0\}\,\uplus \,(-\mathbb {R} _{>0})} besitzt folgende beiden Eigenschaften:
  - Positive reelle Zahlen sind Quadrate.
  - Jedes reelle Polynom ungeraden Grades besitzt eine reelle Nullstelle.

Die Beweisvariante für reell abgeschlossene Körper durch Galois-Theorie zeigt, dass diese beiden Eigenschaften den Fundamentalsatz implizieren, und abstrahiert von der Grundidee des Gaußschen Beweises von 1815.

## Beweise

### Geschichte und Überblick
Erste Formulierungen des Fundamentalsatzes finden sich im 17. Jahrhundert (Peter Roth, Albert Girard, René Descartes). Peter Roth (1608) vermutete, dass Gleichungen {\displaystyle n}-ten Grades höchstens {\displaystyle n} Lösungen haben, und Francois Viète gab Beispiele von Gleichungen {\displaystyle n}-ten Grades mit der maximalen Anzahl von {\displaystyle n} Lösungen an. Albert Girard vermutete 1629 (L'invention en l'algèbre) als Erster, dass es immer {\displaystyle n} Lösungen gibt, und vermutete schon neben reellen auch komplexe Lösungen. Leonhard Euler gab eine Formulierung des Fundamentalsatzes als vollständige Faktorisierung im Komplexen im heutigen Sinn an. 
Gemäß einer Arbeit von Eugen Netto und R. Le Vavasseur aus dem Jahre 1907 ist davon auszugehen, dass es schon damals etwa einhundert Beweise des Fundamentalsatzes gab. Der erste veröffentlichte Beweis von Jean d’Alembert 1746 war von der Idee her korrekt, jedoch enthielt er Lücken, die erst mit den Methoden der Analysis des 19. Jahrhunderts geschlossen werden konnten. Eine vereinfachte und auch nach modernen Kriterien noch korrekte Version dieses Beweises wurde von Jean-Robert Argand 1814 angegeben. Weitere veröffentlichte Beweisversuche stammen von Euler (1749), Joseph-Louis Lagrange (1772), aufbauend auf dem Beweis von Euler, und Pierre Simon de Laplace (1795), der einen neuen Ansatz verfolgte unter Verwendung der Diskriminante des Polynoms.
Der erste vollständige Beweis für den Fundamentalsatz der Algebra wurde 1799 von Carl Friedrich Gauß im Rahmen seiner Dissertation angegeben (und eine Notiz dazu in seinem Tagebuch schon im Oktober 1797 eingetragen). Im Gegensatz zu seinen Vorgängern ging Gauß auch das Problem an, die Existenz der Wurzeln im Komplexen zu beweisen und nicht stillschweigend vorauszusetzen. Auch dieser Beweis enthält einige analytische Schwächen, die erst später beseitigt werden konnten. Der zweite Beweis, der von Gauß 1815 vorgestellt und ein Jahr später publiziert wurde, baut auf Ideen von Leonhard Euler auf. Dieser induktive Beweis benutzt als analytische Grundlage (nämlich als Induktionsanker), unbewiesen und ohne dass eine Beweisnotwendigkeit gesehen wurde, lediglich den Zwischenwertsatz der reellen Analysis, genauer den Spezialfall, dass jedes Polynom ungeraden Grades immer eine reelle Nullstelle hat. Aus Sicht der „Modernen Algebra“ gehört dieser Beweis in die algebraische Theorie formal reeller Körper bzw. reell abgeschlossener Körper: Siehe hierzu den Abschnitt „Induktiver Beweis mit algebraischen Methoden und dem Zwischenwertsatz“. Der Fundamentalsatz der Algebra erscheint aus dieser Perspektive in der Gestalt: Der Körper der reellen Zahlen {\displaystyle \mathbb {R} } ist reell abgeschlossen, das heißt, {\displaystyle \mathbb {R} [{\sqrt {-1}}]} ist algebraisch abgeschlossen.
Ein Beweis, der gleichzeitig ein effizientes Berechnungsverfahren beinhaltet, wurde 1859 (und nochmals 1891) von Karl Weierstraß veröffentlicht. Das darin enthaltene Verfahren wird heute als Durand-Kerner-Verfahren bezeichnet.
Inzwischen kennt man mehrere sehr unterschiedliche Beweise, die Begriffe und Ideen aus Analysis, Algebra oder Topologie beinhalten. Am kürzesten kann der Fundamentalsatz der Algebra nach Augustin-Louis Cauchy und Joseph Liouville mit Methoden der Funktionentheorie bewiesen werden. Eine annähernd direkte Plausibilität vermittelt die topologische Argumentation auf Basis der Umlaufzahl. Relativ elementar ist der analytische Beweis.
Der bewertungstheoretische Beweis (H. Brückner, 1990) führt den Fundamentalsatz mit Hilfe elementarer Überlegungen über Erweiterungen lokalkompakter Körper auf den Vollständigkeitssatz von A. Ostrowski (1916) zurück, der seinerseits elementar bewiesen wird. Dabei wird der enge Zusammenhang zwischen der Theorie archimedischer Bewertungen auf Körpern und der algebraischen Theorie formal reeller (speziell reell abgeschlossener) Körper erkennbar. Der Vollständigkeitssatz betrachtet insbesondere vollständige archimedisch bewertete Körper und impliziert den Fundamentalsatz in der Gestalt: Der Körper {\displaystyle \mathbb {C} } besitzt keine echte endliche Erweiterung, denn auf einen solchen ließe sich der Absolutbetrag fortsetzen – im Widerspruch zu Ostrowskis Vollständigkeitssatz.
Im Folgenden sei {\displaystyle f(z)=a_{n}z^{n}+\dotsb +a_{1}z+a_{0}} stets ein nichtkonstantes Polynom mit komplexen Koeffizienten und insbesondere {\displaystyle a_{0},a_{n}\neq 0}. Dieses sei als Funktion {\displaystyle f\colon \mathbb {C} \to \mathbb {C} } aufgefasst.

### Rein analytischer Beweis
Dieser Beweis wurde 1746 von Jean-Baptiste le Rond d’Alembert vorgeschlagen, jedoch erst 1814 von Jean-Robert Argand vervollständigt. Die zentrale Aussage dieses Beweises ist, dass zu jedem Punkt {\displaystyle z\in \mathbb {C} }, der keine Nullstelle ist, ein Punkt {\displaystyle z+w} in der Umgebung angegeben werden kann, der eine Verkleinerung im Betrag des Funktionswerts ergibt, {\displaystyle |f(z+w)|<|f(z)|}. Hat der Betrag der Funktionswerte also einen Minimalpunkt, so muss dieser ein Nullpunkt sein. Da die Menge {\displaystyle \{z\in \mathbb {C} \mid |f(z)|\leq |f(0)|\}} kompakt ist und der Betrag verknüpft mit {\displaystyle f} stetig, gibt es immer einen solchen Minimalpunkt und damit eine Nullstelle.
Zur zentralen Aussage entwickle man {\displaystyle f} in {\displaystyle z}, d. h.
{\displaystyle f(z+w)=b_{0}+b_{1}w+\dotsb +b_{n}w^{n}}.
Ist {\displaystyle b_{0}=0}, so ist {\displaystyle z} eine Nullstelle. Sonst wähle man das kleinste {\displaystyle k>0} mit {\displaystyle b_{k}\neq 0} und betrachte die beiden Ungleichungen für {\displaystyle s\geq 0}
{\displaystyle |b_{0}|\geq |b_{k}|\,s^{k}} und {\displaystyle |b_{k}|/2\geq |b_{k+1}|\,s+\dotsb +|b_{n}|\,s^{n-k}}.
Beide Ungleichungen sind für {\displaystyle s=0} erfüllt, und es gibt ein endliches, größtes {\displaystyle {\bar {s}}}, so dass sie auf dem gesamten Intervall {\displaystyle s\in [0,{\bar {s}}]} erfüllt sind. Für ein {\displaystyle s} aus diesem Intervall wähle man ein {\displaystyle w\in \mathbb {C} } mit {\displaystyle |w|=s} und so, dass mit einem reellen Faktor {\displaystyle 1\geq c>0} die Beziehung {\displaystyle b_{k}w^{k}=-c\,b_{0}} gilt. Für den interessierenden Betrag des Funktionswertes gilt nun nach Dreiecksungleichung
{\displaystyle {\begin{aligned}|f(z+w)|&\leq |b_{0}+b_{k}w^{k}|+\sum _{j>k}|b_{j}|\,|w|^{j}=(1-c)|b_{0}|+\sum _{j>k}|b_{j}|\,s^{j}\\&=|b_{0}|-s^{k}\left(|b_{k}|-\sum _{j>k}|b_{j}|\,s^{j-k}\right)\leq |f(z)|-{\tfrac {1}{2}}\,|b_{k}|\,s^{k}.\end{aligned}}}

### Beweis mit Methoden der Topologie
Ein Beweis mit dieser Methode wurde 1799 von Gauß gegeben. Er zerlegte die Polynomfunktion in Real- und Imaginärteil, {\displaystyle f(x+{\text{i}}y)=u(x,y)+{\text{i}}v(x,y)}. Die Nullstellenmengen von {\displaystyle u} und {\displaystyle v} sind aus einzelnen eindimensionalen Bögen zusammengesetzt, die eine endliche Anzahl von Knotenpunkten in der Ebene verbinden. Von jedem Knotenpunkt geht eine gerade Anzahl von Bögen aus. Auf keinen Fall kann ein Bogen in einem Punkt einfach enden. Auf jedem Kreis mit genügend großem Radius gibt es {\displaystyle 2n} Nullstellen von {\displaystyle u} und {\displaystyle 2n} Nullstellen von {\displaystyle v}, die sich abwechseln. Jeder zusammenhängende Teil des Nullstellengraphen von {\displaystyle u} hat auf einem großen Kreis eine gerade Anzahl von Schnittstellen, die eine ungerade Anzahl von Schnittstellen des Nullstellengraphen von {\displaystyle v} einschließen. Damit muss ein Bogen des Graphen von {\displaystyle v} aus dem zusammenhängenden Teilstück des Graphen von {\displaystyle u} herausragen. Dies geht nur, wenn die Graphen von {\displaystyle u} und {\displaystyle v} sich schneiden, der Schnittpunkt aber ist eine Nullstelle von {\displaystyle f(z)}.

Zum Polynom ist das Bild des Kreises mit Radius 10 um den Ursprung dargestellt. Für jedes kubische Polynom kann mittels Betragsabschätzung elementar nachgewiesen werden, dass die Bilder genügend großer Kreise Kurven sind, die den Ursprung dreimal umrunden. Wird der Kreis bis zum Nullpunkt verkleinert, zieht sich das vom Polynom erzeugte Bild auf einen Punkt zusammen, der gleich dem konstanten Term ist (im Beispiel ist).

Moderne Versionen dieses Beweises benutzen den Begriff der Windungszahl. Die darauf aufbauende Argumentation liefert zugleich eine direkte Plausibilität für die Richtigkeit des Fundamentalsatzes der Algebra. Siehe dazu auch die Abbildung.
Für den Beweis wird angenommen, dass das Polynom {\displaystyle f(z)} keine komplexen Nullstellen besitze. Dann kann für jedes {\displaystyle s>0} eine geschlossene, stetige Kurve
{\displaystyle \gamma _{s}\colon [0,2\pi ]\to \mathbb {C} }, {\displaystyle \gamma _{s}(t)=\min(1,s)^{-n}\,f(s\,e^{{\text{i}}t})}
konstruiert werden, die die (skalierten) Funktionswerte des Polynoms auf dem Kreis mit Radius {\displaystyle s} durchläuft. Da kein Funktionswert Null ist, kann eine Umlaufzahl definiert werden. Da sich die Kurve bei Änderung des Parameters {\displaystyle s} stetig ändert, kann sich die Umlaufzahl nur ändern, wenn die sich ändernde Kurve den Nullpunkt überquert. Da nach Annahme die Funktion {\displaystyle f(z)} keine Nullstelle besitzt, ist eine solche Überquerung des Nullpunktes nicht möglich. Daher muss die Umlaufzahl für alle {\displaystyle s>0} dieselbe sein.
Für sehr große Werte von {\displaystyle s} wird die Kurve der entsprechenden Kurve der {\displaystyle n}-ten Potenz, genauer des Polynoms {\displaystyle a_{n}z^{n}}, immer ähnlicher, die Umlaufzahl muss daher konstant {\displaystyle n} sein. Für sehr kleine Werte von {\displaystyle s} wird die Kurve der konstanten Kurve mit Wert {\displaystyle a_{0}} immer ähnlicher, also muss die – für alle {\displaystyle s>0} konstante – Umlaufzahl gleichzeitig den Wert 0 besitzen. Dies ist gleichzeitig nur möglich, wenn {\displaystyle n=0} gilt, das Polynom also konstant ist. Für Polynome höheren Grades führt dieses Argument zum Widerspruch, also muss es Nullstellen {\displaystyle z} mit {\displaystyle f(z)=0} geben.

### Induktiver Beweis mit algebraischen Methoden und dem Zwischenwertsatz
Die Grundidee der Beweise dieses Abschnittes geht zurück auf Carl Friedrich Gauß (1815), dessen Beweis daher als erster dargestellt ist. Aus modernerer Sicht beruht er auf Argumenten aus der algebraischen Theorie der formal reellen Körper. Die nachfolgenden Beweisvarianten lassen dies erkennen und insbesondere, dass der Zwischenwertsatz, der einen topologischen Körper {\displaystyle K} benötigt, durch eine lediglich algebraische Voraussetzung ersetzt werden kann. Deren Gültigkeit für {\displaystyle \mathbb {R} } nachzuweisen, erfordert jedoch nicht-algebraische Methoden (wie den Zwischenwertsatz).

#### Beweis nach Gauß 1815
Ein solcher Beweis wurde 1815 von Gauß präsentiert. Es wird benutzt, dass nach dem Zwischenwertsatz jedes reelle Polynom ungeraden Grades mindestens eine Nullstelle hat sowie dass quadratische Gleichungen, auch mit komplexen Koeffizienten, elementar lösbar sind. Der Beweis erfolgt als vollständige Induktion über die Potenz des Faktors {\displaystyle 2} im Grad des Polynoms.
Es sei zunächst {\displaystyle f(z)} quadratfrei und mit reellen Koeffizienten vorausgesetzt. Der Grad habe eine Faktorisierung {\displaystyle n=u\,2^{e}} mit {\displaystyle u} ungerade. Der Beweis erfolgt als vollständige Induktion über die Potenz {\displaystyle e} des Faktors {\displaystyle 2} im Grad des Polynoms. Ist {\displaystyle e=0}, so gibt es eine Nullstelle nach dem Zwischenwertsatz. Es sei nun im Induktionsschritt vorausgesetzt, dass {\displaystyle e\geq 1} und dass alle Polynome mit Graden {\displaystyle u'\,2^{e-1}} bei ungeradem {\displaystyle u'} mindestens eine Nullstelle besitzen.
Es sei, der Einfachheit halber, ein (abstrakter) Wurzel- oder Zerfällungskörper {\displaystyle \mathbb {W} \supset \mathbb {R} } des Polynoms  {\displaystyle f(z)} konstruiert, in welchem es die paarweise verschiedenen (wiederum abstrakten) Nullstellen {\displaystyle z_{1},\dotsc ,z_{n}} hat,
{\displaystyle f(z)=(z-z_{1})(z-z_{2})\dotsm (z-z_{n})}.
In {\displaystyle \mathbb {W} \times \mathbb {W} } sei die Menge der {\displaystyle {\tfrac {1}{2}}n(n-1)} Punkte {\displaystyle (z_{j}+z_{k},z_{j}\,z_{k})}, {\displaystyle j<k}, betrachtet. Da die abstrakten Nullstellen paarweise verschieden sind, gibt es nur eine endliche Anzahl von Geraden, die durch mindestens zwei dieser Punkte verlaufen, insbesondere auch nur eine endliche Anzahl reeller Anstiege {\displaystyle m} solcher Geraden, für welche die Differenz {\displaystyle z_{j}\,z_{k}-m\,(z_{j}+z_{k})} zweimal denselben Wert annimmt. Für alle anderen Werte von {\displaystyle m} ist das Polynom
{\displaystyle g_{m}(x)=\prod _{j<k}(x-m\,(z_{j}+z_{k})+z_{j}\,z_{k})}
ebenfalls quadratfrei und symmetrisch in den abstrakten Nullstellen {\displaystyle z_{1},\dotsc ,z_{n}}. Daher können die Koeffizienten von {\displaystyle g_{m}(x)} als Polynome in {\displaystyle m} und den Koeffizienten von {\displaystyle f(z)} dargestellt werden, {\displaystyle g_{m}(x)} ist also für jedes reelle {\displaystyle m} ein Polynom mit reellen Koeffizienten und kann mittels Resultanten aus {\displaystyle f(z)} bestimmt werden. Der Grad von {\displaystyle g_{m}(x)} beträgt {\displaystyle 2^{e-1}\,u(n-1)}, wobei {\displaystyle u(n-1)} eine ungerade Zahl ist, da ja {\displaystyle e\geq 1} (also ein gerades {\displaystyle n}) für den Induktionsschritt vorausgesetzt war. Nach Induktionsvoraussetzung gibt es wenigstens eine komplexe Nullstelle {\displaystyle x} mit {\displaystyle g_{m}(x)=0}. Aus den partiellen Ableitungen nach {\displaystyle m} und {\displaystyle x} in der Nullstelle können komplexe Zahlen {\displaystyle p} und {\displaystyle q} bestimmt werden, so dass mindestens eine der Nullstellen von {\displaystyle z^{2}+p\,z+q=0} eine Nullstelle von {\displaystyle f(z)} ist.
Hat {\displaystyle f(z)} auch echt komplexe Koeffizienten, so hat {\displaystyle {\widetilde {f}}(z)={\overline {f}}(z)\,f(z)} nur reelle Koeffizienten. Jede Nullstelle des Produkts ist Nullstelle eines Faktors, somit also selbst oder als komplex konjugierte Zahl eine Nullstelle von {\displaystyle f(z)}. Ist das nun reelle Polynom nicht quadratfrei, so kann mit Polynomarithmetik (u. a. euklidischer Algorithmus) eine Faktorisierung in (nichtkonstante) quadratfreie Faktoren gefunden werden, von denen jeder mindestens eine Nullstelle enthält.

#### Beweisvariante für reell abgeschlossene Körper durch Galois-Theorie
Die Idee des folgenden Beweis geht auf den soeben dargestellten Beweis von Carl Friedrich Gauss aus dem Jahre 1815 zurück. Er ersetzt die Argumentationen aus der Theorie symmetrischer Polynome durch Argumente aus der Galois-Theorie. Der Zwischenwertsatz bleibt Grundlage für den Induktionsanker. Dabei wird erkennbar, dass lediglich eine algebraische Eigenschaft des Polynomringes {\displaystyle \mathbb {R} [X]} benötigt wird. Ihre Gültigkeit folgt aus dem Zwischenwertsatz unter Zugrundelegung der „gewöhnlichen“ Topologie, obschon sie selbst keine Topologie voraussetzt (siehe unten stehende Eigenschaft „B-W“).
Der Fundamentalsatz wird gezeigt in der Form: Ein reelles irreduzibles Polynom besitzt eine Nullstelle im Körper {\displaystyle \mathbb {R} [{\sqrt {-1}}]=\mathbb {C} } und zerfällt also über ihm. Da ein Körper der Charakteristik Null – wie bspw. {\displaystyle \mathbb {R} } – vollkommen ist, d. h. jedes über ihm irreduzible Polynom separabel ist, genügt zu zeigen: Ein reelles doppelwurzelfreies Polynom besitzt eine Nullstelle im Körper {\displaystyle \mathbb {R} [{\sqrt {-1}}]=\mathbb {C} }. 
Zunächst bezeichne {\displaystyle K} einen Körper – später wird {\displaystyle K=\mathbb {R} } zu betrachten sein – und {\displaystyle f(X)\in K[X]} ein doppelwurzelfreies  Polynom vom Grade {\displaystyle \deg f=n=2^{e}u} mit ungeradem {\displaystyle u\in \mathbb {N} }, und seine paarweise verschiedenen Nullstellen in einem Zerfällungskörper {\displaystyle W/K} seien mit {\displaystyle \alpha =\alpha _{1},\dots ,\alpha _{n}} bezeichnet, so dass es in {\displaystyle W} in das Produkt {\displaystyle f(X)=\prod _{i=1}^{n}(X-\alpha _{i})} zerfällt.
Wie oben wird Beweis durch Induktion nach {\displaystyle e} geführt. Dazu sei im Folgenden {\displaystyle e\geq 1}, {\displaystyle \deg f} also gerade, und gemäß Induktionsannahme werde angenommen, dass jedes doppelwurzelfreies Polynom über {\displaystyle K} vom Grade {\displaystyle 2^{e-1}u'} bei ungeradem {\displaystyle u'} eine Nullstelle in {\displaystyle K[{\sqrt {-1}}]} habe. Die Zurückführung auf die Induktionsannahme gelingt mit Hilfe der Galois-Theorie; zwei Varianten seien gezeigt:  
| Variante A (mit Dirichletschem Schubfachschluss, nach Wolfgang Krull) | Variante B (mit Argumenten aus dem Beweis zum Satz vom primitiven Element, nach Hasse/Klobe) |
| --- | --- |
| Setzt man von vornherein voraus, dass {\displaystyle K} unendlich ist, so lässt sich (gemäß Wolfgang Krull) folgendermaßen argumentieren: Da {\displaystyle K} unendlich ist, lassen sich {\displaystyle N:={\tbinom {n}{2}}+1} paarweise verschiedene Elemente {\displaystyle y_{k}\in K\;(1\leq k\leq N)} so wählen, dass jede der {\displaystyle N} Mengen {\displaystyle M_{k}:=\{\alpha _{i}\alpha _{j}+y_{k}(\alpha _{i}+\alpha _{j})\in W\mid 1\leq i,j\leq n,i\neq j\}} genau {\displaystyle N-1} Elemente hat. Jedes Polynom {\displaystyle g_{k}(X):=\prod _{\beta \in M_{k}}(X-\beta )} verschwindet auf {\displaystyle M_{k}}, liegt – da die Galois-Gruppe {\displaystyle G(W/K)} auf {\displaystyle M_{k}} operiert (d. h., ihre Elemente permutiert) – in {\displaystyle K[X]} und besitzt seines Grades wegen nach Induktionsannahme eine Nullstelle {\displaystyle \gamma _{k}\in K[{\sqrt {-1}}]}. (Mit anderen Worten: Der Zerfällungskörper {\displaystyle W} enthält ein Element {\displaystyle \mathrm {i} } mit {\displaystyle \mathrm {i} ^{2}=-1}, und man denke sich {\displaystyle K[{\sqrt {-1}}]\simeq Z:=K[\mathrm {i} ]\subset W} eingebettet.) | Die Elemente {\displaystyle \alpha _{i}\alpha _{j}} sowie {\displaystyle \alpha _{i}+\alpha _{j}} und allgemeiner {\displaystyle \beta _{i,j}:=x\alpha _{i}\alpha _{j}+y(\alpha _{i}+\alpha _{j})\in W} haben für {\displaystyle i\neq j} und beliebige {\displaystyle x,y\in K} höchstens den Grad {\displaystyle {\tbinom {n}{2}}} über {\displaystyle K}, denn ihr jeweiliges Minimalpolynom ist ein Teiler des Polynoms {\displaystyle g(X):=\prod _{1\leq i<j\leq n}(X-\beta _{i,j})\in K[X]}, denn: - Klar sind die Aussagen {\displaystyle \deg g(X)={\tbinom {n}{2}}} und {\displaystyle g(\beta _{i,j})=0}. - Die Behauptung, dass {\displaystyle g(X)\in K[X]} folgt aus der Tatsache, dass die Galois-Gruppe {\displaystyle G(W/K)} auf der Nullstellenmenge {\displaystyle M_{g}:=\{\beta _{i,j}\}} von {\displaystyle g(X)} (durch Permutation) operiert. Von nun an habe der Körper {\displaystyle K} unendlich viele Elemente, und es sei {\displaystyle y:=1} gesetzt. Dann kann {\displaystyle x\in K} derart gewählt werden, dass die {\displaystyle \beta _{i,j}} (für {\displaystyle i<j}) paarweise verschieden sind (natürlich ist stets {\displaystyle \beta _{i,j}=\beta _{j,i}}). Dann besitzt die Nullstellenmenge {\displaystyle M_{g}} von {\displaystyle g(X)} genau {\displaystyle \deg g(X)={\tbinom {n}{2}}} Elemente, d. h., {\displaystyle g(X)} ist doppelwurzelfrei. Nach Induktionsannahme liegt also eine der Nullstellen {\displaystyle \beta _{i,j}} in der quadratischen Erweiterung {\displaystyle K[{\sqrt {-1}}]\subset W}. |
| Demnach sei für jedes {\displaystyle k=1,\dots ,N} eine Indexkombination {\displaystyle (i_{k},j_{k})} so gewählt, dass {\displaystyle \gamma _{k}=\alpha _{i_{k}}\alpha _{j_{k}}+y_{k}(\alpha _{i_{k}}+\alpha _{j_{k}})}. | Ohne Einschränkung sei diese Nullstelle mit {\displaystyle \beta :=\beta _{1,2}} indiziert, so dass {\displaystyle K[\beta ]\subset K[{\sqrt {-1}}]}, also {\displaystyle Z:=K[\beta ]\in \{K,K[{\sqrt {-1}}]\}}, je nachdem, ob {\displaystyle \beta \in K} oder nicht. |
| Nach Wahl von {\displaystyle N} und dem Dirichletschen Schubfachschluss müssen bei zweien der {\displaystyle \gamma _{k}} die Indexkombinationen {\displaystyle (i_{k},j_{k})} übereinstimmen. Ohne Einschränkung sei deshalb {\displaystyle \gamma _{k}=\alpha _{1}\alpha _{2}+y_{k}(\alpha _{1}+\alpha _{2})} für {\displaystyle k=1,2}. | Nach Wahl von {\displaystyle x} und wegen {\displaystyle \beta _{1,2}=\beta _{2,1}} lassen nur die Identität und die Transposition {\displaystyle \tau \colon \alpha _{1}\longleftrightarrow \alpha _{2}} das Element {\displaystyle \beta } fest, und diese beiden lassen auch {\displaystyle p:=\alpha _{1}+\alpha _{2}} und {\displaystyle q:=\alpha _{1}\alpha _{2}} fest. |
| Dann liegen mit {\displaystyle \gamma _{k}} sowohl {\displaystyle p:=\alpha _{1}+\alpha _{2}={\tfrac {\gamma _{2}-\gamma _{1}}{y_{2}-y_{1}}}} als auch {\displaystyle q:=\alpha _{1}\alpha _{2}={\tfrac {y_{2}\gamma _{1}-y_{1}\gamma _{2}}{y_{2}-y_{1}}}} in {\displaystyle K[{\sqrt {-1}}]}. | Nach dem Hauptsatz der Galoistheorie ist also {\displaystyle K[\beta ]=K[p,q]}. |
| Das Polynom {\displaystyle X^{2}-pX+q\in Z[X]} hat (nach dem Vietaschen Wurzelsatz) die Nullstellen {\displaystyle \alpha _{1}} und {\displaystyle \alpha _{2}}. Es ist also ein quadratisches Polynom über einem Zwischenkörper {\displaystyle Z\subset K[{\sqrt {-1}}]} gefunden, welches mit {\displaystyle f(X)} zwei Nullstellen gemein hat. | |

Zur Vervollständigung des Induktionsbeweises bleibt zu zeigen, dass eine der beiden Nullstellen {\displaystyle \alpha _{i}} (und mithin beide) in {\displaystyle K[{\sqrt {-1}}]} liegen – und dass der Induktionsanker (bei {\displaystyle e=0}) wahr ist. 
Dies ermöglichen die folgenden Eigenschaften, die für einen reell abgeschlossenen Körper kennzeichnend sind und welche der Körper {\displaystyle \mathbb {R} } erfüllt. Um die Gültigkeit dieser besonderen Eigenschaften für den Körper {\displaystyle K} hervorzuheben, notieren wir ihn fortan als {\displaystyle \mathbb {K} :=K}.
- Eigenschaft „Pos“: Der Körper {\displaystyle \mathbb {K} } besitzt eine Anordnung, ist also ein angeordneter Körper.
  - Folgerung: Quadrate und Quadratsummen sind niemals negativ, insbesondere sind die Eins {\displaystyle 1_{\mathbb {K} }} und ihre Vielfachen {\displaystyle n\cdot 1_{\mathbb {K} }\;(n\in \mathbb {N} )} positiv.
  - Folgerung: {\displaystyle \operatorname {Char} \mathbb {K} =0}
  - Folgerung: {\displaystyle \mathbb {K} } ist vollkommen und unendlich.
  - Folgerung: Die Anordnung eines angeordneten Körpers induziert auf ihm eine Bewertung bzw. einen Betrag und somit die Struktur eines topologischen Körpers. (Diese Folgerung wird zum Beweis nicht benötigt. An die Stelle der Argumentation mit Hilfe des Zwischenwertsatzes tritt nämlich die rein algebraische Eigenschaft „B-W“.)
- Eigenschaft „P=Q“: Positive Elemente aus {\displaystyle \mathbb {K} } sind Quadrate.
  - Folgerung: Die Wurzeln eines quadratischen Polynoms über {\displaystyle \mathbb {K} } mit Diskriminante {\displaystyle D} liegen in {\displaystyle \mathbb {K} }, falls {\displaystyle D\geq 0}, andernfalls in {\displaystyle \mathbb {K} [{\sqrt {-1}}]}.
  - Folgerung: Jedes Element des Körpers {\displaystyle \mathbb {K} [{\sqrt {-1}}]} ist ein Quadrat.
  - Folgerung: Der Körper {\displaystyle \mathbb {K} [{\sqrt {-1}}]} besitzt keine quadratische Erweiterung.
  - Folgerung: Jedes quadratische Polynom zerfällt über {\displaystyle \mathbb {K} [{\sqrt {-1}}]\;{\stackrel {\sim }{=}}\;\mathbb {K} [X]/(X^{2}+1)}.
- Eigenschaft „B-W“: Polynome ungeraden Grades über {\displaystyle \mathbb {K} } haben (mindestens) eine Nullstelle in {\displaystyle \mathbb {K} }, spalten also einen Linearfaktor ab.
  - Anmerkung: Im Falle {\displaystyle \mathbb {K} =\mathbb {R} } folgt dies wegen {\displaystyle \textstyle \lim _{x\to \pm \infty }f(x)={\begin{cases}\pm \infty ,&{\text{bei positivem }},\\\mp \infty ,&{\text{bei negativem }}\end{cases}}}  Leitkoeffizienten von {\displaystyle f} aus der Aussage des Nullstellensatzes von Bolzano-Weierstraß (Zwischenwertsatz) angewandt auf Polynome {\displaystyle f(X)} ungeraden Grades. (Dabei wird die Topologie zugrunde gelegt, welche die Anordnung mit sich bringt.)

Behauptung: {\displaystyle \mathbb {K} [{\sqrt {-1}}]} ist algebraisch abgeschlossen.
Beweis durch Induktion nach {\displaystyle e}: Den Induktionsanker bei {\displaystyle e=0} liefert Eigenschaft „B-W“. Für den Induktionsschritt liefert Eigenschaft „P=Q“, dass sich die Nullstellen {\displaystyle \alpha _{1},\alpha _{2}} des quadratischen Polynom {\displaystyle X^{2}-pX+q} in {\displaystyle \mathbb {K} [{\sqrt {-1}}]} befinden.
Anwendung: Für {\displaystyle \mathbb {K} =\mathbb {R} } ergibt sich der Fundamentalsatz der Algebra, sofern man die Eigenschaften „Pos“, „P=Q“ und (mit Hilfe des Zwischenwertsatzes) „B-W“ für {\displaystyle \mathbb {R} } bestätigt hat. Es lässt sich leicht zeigen, dass auch {\displaystyle \mathbb {K} :=\{x\in \mathbb {R} \mid x{\text{ ist algebraisch über }}\mathbb {Q} \}} die drei obigen Eigenschaften hat. Damit ist {\displaystyle \mathbb {K} [{\sqrt {-1}}]} der algebraische Abschluss von {\displaystyle \mathbb {Q} }.
Einordnung in die Theorie formal-reeller KörperEin Körper heißt formal-reell, wenn in ihm eine nicht-triviale Quadratsumme (d. h. eine Summe von Quadraten, die nicht sämtlich gleich {\displaystyle 0^{2}} sind) niemals verschwindet. Ein formal-reeller Körper heißt reell abgeschlossen, wenn jede echte algebraische Körpererweiterung nicht formal-reell ist (d. h.: in jeder echten algebraischen Erweiterung gibt es nicht-triviale Quadratsummen, die verschwinden). Für angeordnete Körper {\displaystyle K} (Eigenschaft „Pos“) lässt sich zeigen: {\displaystyle K} hat die Eigenschaften „P=Q“ und „B-W“ genau dann, wenn {\displaystyle K} reell abgeschlossen ist. Ein reell abgeschlossener Körper gestattet nur eine echte algebraische Erweiterung, nämlich die quadratische Erweiterung {\displaystyle K[{\sqrt {-1}}]/K}, denn diese liefert – wie oben bewiesen – einen algebraisch abgeschlossenen Körper.

#### Beweisvariante nach Emil Artin durch Galois-Theorie und Sylow-Sätze
Auch die nun folgende Beweisvariante setzt für den Grundkörper {\displaystyle \mathbb {K} } die Eigenschaften „Pos“, „P=Q“ und „B-W“ reell abgeschlossener Körper voraus, die im vorigen Abschnitt aufgeführt und im Falle des Körpers {\displaystyle \mathbb {R} } der reellen Zahlen erfüllt sind. Sie ersetzt die Konstruktion des Zwischenkörpers {\displaystyle Z} dank der Galois-Theorie durch Existenzsätze aus der Gruppentheorie (Sylow-Sätze). Auf diese Weise tritt die Induktion nicht mehr in Erscheinung, da sie im Beweis der Sylow-Sätze aufgehoben ist. Die Grundideen dieses Beweises gehen, wie Serge Lang anmerkt, auf Carl Friedrich Gauss zurück (vgl. obigen Beweis nach Gauß 1815). Emil Artin habe ihn – im Wesentlichen unter Verwendung der Sylow-Sätze – variiert.
Es bezeichne {\displaystyle \mathbb {L} :=\mathbb {K} [\mathrm {i} ]} die durch Adjunktion von {\displaystyle \mathrm {i} :={\sqrt {-1}}} entstehende quadratische Erweiterung von {\displaystyle \mathbb {K} }.
Behauptung: Der Körper {\displaystyle \mathbb {L} } gestattet keine endlichen Erweiterungen {\displaystyle \mathbb {E} /\mathbb {L} } außer der trivialen {\displaystyle \mathbb {E} =\mathbb {L} }. Für {\displaystyle \mathbb {K} =\mathbb {R} } ergibt sich der Fundamentalsatz der Algebra.
Zum Beweis:
Es sei also eine endliche Erweiterung {\displaystyle \mathbb {E} /\mathbb {L} } gegeben. Sie lässt sich, da {\displaystyle \mathbb {L} } vollkommen ist, einbetten {\displaystyle \mathbb {E} \subset \mathbb {W} } in eine Galois-Erweiterung {\displaystyle \mathbb {W} /\mathbb {K} } mit Galois-Gruppe {\displaystyle G=G(\mathbb {W} /\mathbb {K} )}. Dabei ist bekanntlich auch {\displaystyle \mathbb {W} /\mathbb {L} } eine Galois-Erweiterung. Zu zeigen ist {\displaystyle \mathbb {W} =\mathbb {L} }.
- Der zu einer 2-Sylow-Gruppe {\displaystyle H\subset G} gehörige Fixkörper {\displaystyle Z} hat also ungeraden Grad über {\displaystyle \mathbb {K} }, wird also von einem primitiven Element erzeugt, dessen Minimalpolynom ungeraden Grad hat und wegen Eigenschaft „B-W“ (und nach Wahl von {\displaystyle H} als 2-Sylow-Gruppe) also linear ist! Daher sind {\displaystyle G=H} und {\displaystyle Z=\mathbb {K} }, und die Galois-Gruppe {\displaystyle G} ist ihre eigene 2-Sylow-Gruppe. – Wenn also {\displaystyle [\mathbb {W} :\mathbb {K} ]=(G:1)=:2^{e}\,u} mit ungeradem {\displaystyle u\in \mathbb {N} }, dann ist somit {\displaystyle u=1} gezeigt. Die Erweiterung {\displaystyle \mathbb {W} /\mathbb {K} } hat also den Grad {\displaystyle 2^{e}}.
- Nun sei {\displaystyle G_{1}\subset G} die zu {\displaystyle \mathbb {L} } gehörige Untergruppe von {\displaystyle G}, also die Galois-Gruppe {\displaystyle G(\mathbb {W} /\mathbb {L} )}, so dass {\displaystyle (G:G_{1})=[\mathbb {L} :\mathbb {K} ]=2} und {\displaystyle (G_{1}:1)=\left[\mathbb {W} :\mathbb {L} \right]=2^{e-1}}.
- Ist {\displaystyle e\geq 2}, d. h. {\displaystyle \mathbb {W} \neq \mathbb {L} }, so ist {\displaystyle G_{1}\neq 1} und enthält eine maximale 2-Gruppe {\displaystyle H_{1}\subsetneq G_{1}}, also der Ordnung {\displaystyle 2^{e-2}}. (Für den Fall {\displaystyle (G_{1}:1)=2} sei die triviale Möglichkeit {\displaystyle H_{1}=\{1\}} gestattet.) Der zu {\displaystyle H_{1}} gehörige Fixkörper {\displaystyle Z_{1}\supset \mathbb {L} } hätte also den Grad {\displaystyle [Z_{1}:\mathbb {L} ]=(G_{1}:H_{1})=2}, wäre somit eine quadratische Erweiterung von {\displaystyle \mathbb {L} }, was auf den Widerspruch der Eigenschaft „P=Q“ stößt.
- Es folgt insgesamt {\displaystyle e=1=u}, d. h. {\displaystyle \mathbb {W} =\mathbb {L} }, was zu beweisen war.

### Beweis mit Hilfe des Satzes von Gelfand-Mazur
Der Fundamentalsatz der Algebra folgt aus dem Satz von Gelfand-Mazur (Lemma über das Spektrum), nämlich aus der Tatsache, dass das Spektrum eines Elementes {\displaystyle a\in A} einer komplexen Banachalgebra {\displaystyle A} mit Einselement nicht leer ist: Denn ein Polynom {\displaystyle f(X)\in \mathbb {C} [X]} vom Grade {\displaystyle \deg f(X)=:n} ist charakteristisches Polynom seiner Begleitmatrix {\displaystyle a\in A:=\operatorname {Mat} (n\times n,\mathbb {C} )}. Dabei ist {\displaystyle A} ein (triviales, da endlichdimensionales) Beispiel einer Banachalgebra, und das Spektrum {\displaystyle \operatorname {Spec} (a)}  der Matrix {\displaystyle a} besteht genau aus ihren Eigenwerten, das heißt aus den komplexen Nullstellen von {\displaystyle f(X)}. Dass diese Menge nicht leer ist, ist gerade die Aussage des Fundamentalsatzes der Algebra.
Beachtet man, dass eine endliche Körpererweiterung {\displaystyle A/\mathbb {C} } eine komplexe Bachachalgebra ist und somit die Voraussetzungen des Satzes von Gelfand-Mazur erfüllt, so erscheint der Fundamentalsatz der Algebra (gar als ein elementares Beispiel des Satzes von Gelfand-Mazur) in der Form: Der Körper {\displaystyle \mathbb {C} } besitzt keine echten endlichen Körpererweiterungen.
Notabene: Sowohl der Satz von Gelfand-Mazur als auch der Fundamentalsatz der Algebra können mit dem Satz von Liouville bewiesen werden. Zum Beweis des Satzes von Gelfand-Mazur können transfinite Methoden (Lemma von Zorn, Auswahlaxiom) in Gestalt des Satzes von Hahn-Banach genutzt werden. Für den Fundamentalsatz der Algebra freilich ist dies ein „überdimensioniertes“ Argument.
Der folgende bewertungstheoretische Beweis nach Helmut Brückner führt den Fundamentalsatz der Algebra nicht auf den  Satz von Gelfand-Mazur zurück, sondern auf den schwächeren Vollständigkeitssatz von Ostrowski, der sich elementar beweisen lässt – wie sich übrigens auch der Satz von Gelfand-Mazur auf den elementar beweisbaren Satz von Gelfand-Tornheim zurückführen lässt.

### Bewertungstheoretischer Beweis nach H. Brückner
Helmut Brückner bemerkte 1990, dass sich der Fundamentalsatz der Algebra mittels einer Beweisidee von Wulf-Dieter Geyer und eines Rechenkniffs von Emil Artin auf den „Vollständigkeitssatz“ von A. Ostrowski zurückführen lässt.
Der erwähnte Vollständigkeitssatz von Ostrowski betrachtet vollständige archimedisch bewertete Körper und lautet: Jeder Körper, der bezüglich eines archimedischen Betrages vollständig ist, ist algebraisch und topologisch isomorph zum Körper der reellen Zahlen oder zum Körper der komplexen Zahlen. Mit anderen Worten: Es gibt keine echte Körpererweiterung der komplexen Zahlen, auf welche der komplexe Absolutbetrag archimedisch fortgesetzt werden könnte.
Der Fundamentalsatz der Algebra besagt, dass es keine echte endliche Körpererweiterung von {\displaystyle \mathbb {C} } gibt, und folgt daher aus dem oben erwähnten Satz von Ostrowski, sobald gezeigt ist, dass man einen archimedischen Betrag eines lokalkompakten Körpers (wie {\displaystyle \mathbb {C} }) auf eine endliche Erweiterung fortsetzen kann, was W.-D. Geyers Beweisidee, zusammen mit einem Rechenkniff Emil Artins, besorgt. Dies ist die Argumentation des Beweises von Helmut Brückner.
Fundamentalsatz der Algebra: Der Körper {\displaystyle \mathbb {C} } der komplexen Zahlen ist keiner echten endlichen Erweiterung fähig. Mit anderen Worten: Eine endliche Körpererweiterung {\displaystyle \mathbb {L} /\mathbb {C} } ist notwendig trivial (das heißt: {\displaystyle \mathbb {L} =\mathbb {C} }).
Der Beweis gliedert sich in zwei Abschnitte: Abschnitt (G&A) zeigt die Fortsetzbarkeit des Absolutbetrages gemäß der Idee von Wulf-Dieter Geyer, flankiert von Emil Artins Trick. Damit ist der Satz auf den Vollständigkeitssatz von Ostrowski zurückgeführt, welcher sodann in Abschnitt (O) bewiesen wird, ohne die Endlichkeitsbedingung zu nutzen. Beides zusammen genommen ergibt den Fundamentalsatz der Algebra.
(G&A):  Im ersten Beweisschritt betrachte allgemeiner – anstelle von {\displaystyle \mathbb {C} } – einen (nicht notwendig archimedisch) bewerteten lokalkompakten Körper {\displaystyle (\mathbb {K} ,|\cdot |)}, eine endliche Erweiterung {\displaystyle \mathbb {L} /\mathbb {K} } vom Grade {\displaystyle n:=[\mathbb {L} :\mathbb {K} ]} und zeige, dass durch {\displaystyle x\mapsto \Vert x\Vert :=|N_{\mathbb {L} /\mathbb {K} }(x)|^{\frac {1}{n}}} der Absolutbetrag {\displaystyle \vert \cdot \vert } auf {\displaystyle \mathbb {K} } zu einem Absolutbetrag {\displaystyle \Vert \cdot \Vert } auf {\displaystyle \mathbb {L} } fortgesetzt wird. Die Multiplikativität folgt aus dem Determinantenmultiplikationssatz, insbesondere die Homogenität ({\displaystyle \Vert z\,x\Vert =\vert z\vert \cdot \Vert x\Vert }) aus {\displaystyle N_{\mathbb {L} /\mathbb {K} }(z)=z^{n}} für {\displaystyle z\in \mathbb {K} }. Da auch positive Definitheit gegeben ist, bleibt die Dreiecksungleichung zu zeigen. Hierbei wird – getreu dem Hinweis von Wulf-Dieter Geyer – ausgenutzt, dass es sich um lokalkompakte Körper handelt.
- Es sei dazu {\displaystyle \Vert \cdot \Vert _{0}} die Maximumsnorm des komplexen Vektorraums {\displaystyle \mathbb {L} } bezüglich einer Basis.[Anm 6] (Normen endlichdimensionaler Vektorräume über vollständigen Körpern sind äquivalent.) Dann ist {\displaystyle \Vert \cdot \Vert } bezüglich der durch diese Maximumsnorm induzierte Metrik stetig, und {\displaystyle Q:=\{x\in \mathbb {L} ,\Vert x\Vert _{0}=1\}} ist kompakt. Nach dem Extremwertsatz (siehe auch Satz von Weierstrass) existieren also {\displaystyle a,b>0} mit der Eigenschaft: {\displaystyle a\leq \Vert x\Vert \leq b} für jedes {\displaystyle x\in Q}.
- Hieraus und aus der Homogenität von {\displaystyle \Vert \cdot \Vert } folgt {\displaystyle a\,\Vert x\Vert _{0}\leq \Vert x\Vert \leq b\,\Vert x\Vert _{0}} für jedes {\displaystyle x\in \mathbb {L} }.
- Insbesondere für {\displaystyle \Vert x\Vert \leq 1} folgt daraus {\displaystyle \Vert 1+x\Vert \leq b\,\Vert 1+x\Vert _{0}\leq b\,\left(\Vert 1\Vert _{0}+\Vert x\Vert _{0}\right)\leq b\,\left(\Vert 1\Vert _{0}+a^{-1}\right)=:c\geq 1}.
- Es folgt unmittelbar {\displaystyle \Vert x_{1}+x_{2}\Vert \leq c\,\operatorname {max} \left(\Vert x_{1}\Vert ,\Vert x_{2}\Vert \right)} für beliebige {\displaystyle x_{1},x_{2}\in \mathbb {L} }.

Gilt dies sogar für {\displaystyle c=1}, so liegt eine ultrametrische, d. h. nicht-archimedische Bewertung vor, für die neben der Dreiecksungleichung sogar die stärkere Ultradreiecksungleichung gilt. – Im Falle  {\displaystyle c>1} lässt sich mit Hilfe einer Rechnung nach Emil Artin die Dreiecksungleichung folgern: Dies betrifft den archimedischen Fall, der Gegenstand des Fundamentalsatzes der Algebra ist.
- Induktiv ergibt sich {\displaystyle \left\Vert \sum _{i=1}^{2^{r}}x_{i}\right\Vert \leq c^{r}\,\operatorname {max} \left(\Vert x_{i}\Vert ,i=1,\dots ,2^{r}\right)\leq c^{r}\cdot \sum _{i=1}^{2^{r}}\left\Vert x_{i}\right\Vert } für beliebige {\displaystyle x_{i}\in \mathbb {L} }.
- Für {\displaystyle m=2^{r}-1} gilt also: {\displaystyle \Vert x+y\Vert ^{m}=\Vert (x+y)^{m}\Vert =\left\Vert \sum _{i=1}^{m}{\tbinom {m}{i}}\,x^{i}\,y^{m-i}\right\Vert \leq c^{r}\cdot \sum \left\Vert {\tbinom {m}{i}}\,x^{i}\,y^{m-i}\right\Vert \leq c^{r}\cdot \sum {\tbinom {m}{i}}\,\Vert x\Vert ^{i}\,\Vert y\Vert ^{m-i}=c^{r}\left(\Vert x\Vert +\Vert y\Vert \right)^{m}},
- und im Grenzübergang {\displaystyle m\to \infty } folgt die Dreiecksungleichung {\displaystyle \Vert x+y\Vert \leq \Vert x\Vert +\Vert y\Vert }, wie gewünscht.
- Damit ist gezeigt, dass die Erweiterung {\displaystyle \mathbb {L} /\mathbb {K} } eine Erweiterung archimedisch bewerteter vollständiger Körper ist.

(O): Im zweiten Beweisschritt betrachte nun speziell {\displaystyle \mathbb {K} =\mathbb {C} } und stelle zunächst fest, dass die Voraussetzungen des Vollständigkeitssatzes von A. M. Ostrowski für die Erweiterung {\displaystyle \mathbb {L} /\mathbb {C} } gemäß (G&A) zutreffen. Folglich ist der Fundamentalsatz der Algebra nun auf diesen zurückgeführt – genauer gesagt: auf die (schwierigere) Teilaussage, dass {\displaystyle (\mathbb {C} ,|\cdot |)} keine echte vollständige archimedisch bewertete Körpererweiterung besitzt. Ihr Beweis benötigt die Endlichkeit der Erweiterung {\displaystyle \mathbb {L} /\mathbb {C} } nicht und soll nun – Ostrowskis Originalarbeit folgend – bewiesen werden. Ostrowski zeigt {\displaystyle \mathbb {L} =\mathbb {C} }, indem er die Annahme {\displaystyle \mathbb {L} \supsetneq \mathbb {C} } zu einem Widerspruch führt.
- Wegen {\displaystyle \Vert a\Vert +\vert z\vert \;\;{\stackrel {\text{(i)}}{\geq }}\;\;\Vert a-z\Vert \;\;{\stackrel {\text{(ii)}}{\geq }}\;\;{\Big \vert }\,\vert z\vert -\Vert a\Vert \,{\Big \vert }} gilt zunächst für jedes {\displaystyle a\in \mathbb {L} }
  - einerseits (i) {\displaystyle \Vert a\Vert \geq \inf _{z\in \mathbb {C} }\{\Vert a-z\Vert \}=:d_{a}} und
  - andererseits (ii) {\displaystyle \vert z\vert >2\,\Vert a\Vert \Rightarrow \Vert a-z\Vert >\Vert a\Vert }.
- Folglich nimmt die stetige Funktion  {\displaystyle \mathbb {C} \to \mathbb {R} _{\geq 0},\,z\mapsto \Vert a-z\Vert } nach dem Maximumprinzip ihr globales Infimum {\displaystyle d_{a}} auf dem Kompaktum {\displaystyle C:=\{z\in \mathbb {C} ,|z|\leq 2\Vert a\Vert \}} an: {\displaystyle d_{a}=\max _{z\in C}\{\Vert a-z\Vert \}}.  Nach Definition hängt {\displaystyle d_{a}} nur von der „affinen Ebene“ {\displaystyle a+\mathbb {C} } in {\displaystyle \mathbb {L} } ab.
- Die „Sphäre“ {\displaystyle S_{a}:=\{s\in \mathbb {C} ,\Vert a-s\Vert =d_{a}\}} ist also nicht leer, und bei geschickter Auswahl eines {\displaystyle a_{0}\in a+\mathbb {C} } gilt sogar {\displaystyle 0\in S_{a_{0}}} und {\displaystyle d_{a_{0}}=\Vert a_{0}\Vert }.
  - Denn für {\displaystyle s\in \mathbb {C} } gilt trivialerweise {\displaystyle S_{a-s}=S_{a}-s}. Speziell für {\displaystyle s\in S_{a}} und {\displaystyle a_{0}:=a-s} ergibt sich {\displaystyle 0\in S_{a_{0}}} und insgesamt {\displaystyle d_{a}=\Vert a_{0}\Vert \leq \Vert a_{0}-z\Vert } für jedes {\displaystyle z\in \mathbb {C} }.

Von nun an sei gemäß Annahme ein {\displaystyle a\in \mathbb {L} \backslash \mathbb {C} } ausgewählt, das heißt, es sei {\displaystyle d:=d_{a}>0} vorausgesetzt. Ziel ist es, hieraus den Widerspruch {\displaystyle S_{a}=\mathbb {C} } abzuleiten.
- Dazu zeige die Zwischenbehauptung: Für {\displaystyle s\in S_{a}} und {\displaystyle z\in B_{0}(d):=\{z\in \mathbb {C} ,\,\Vert z\Vert <d\}} gilt {\displaystyle s+z\in S_{a}}.[Anm 8] Mit anderen Worten: {\displaystyle S_{a}+B_{0}(d)\subset S_{a}}.[Anm 9]
  - Zu ihrem Beweis werden die {\displaystyle k}-ten primitiven Einheitswurzeln {\displaystyle \zeta _{k}\in \mathbb {C} } (bspw. {\displaystyle \zeta _{k}=\mathrm {e} ^{\frac {2\pi \mathrm {i} }{k}}}) herangezogen: Für  {\displaystyle z\in B_{0}(d)} gilt

{\displaystyle d\cdot d^{k-1}\leq \underbrace {\Vert a-z\Vert } _{\geq d}\cdot \prod _{i=1}^{k-1}\underbrace {\Vert a-\zeta _{k}^{i}z\Vert } _{\geq d}\;\;{\stackrel {!}{=}}\;\;\Vert a^{k}-z^{k}\Vert \leq \Vert a\Vert ^{k}+\Vert z\Vert ^{k}=\Vert a\Vert ^{k}\cdot \left(1+\left({\tfrac {\Vert z\Vert }{\Vert a\Vert }}\right)^{k}\right)\;\;{\stackrel {\text{oE}}{=}}\;\;d^{k}\cdot \left(1+\left({\tfrac {\Vert z\Vert }{d}}\right)^{k}\right)}.
Das Gleichheitszeichen „{\displaystyle {\stackrel {\text{oE}}{=}}}“ gilt nur nach Übergang vom allgemeinen {\displaystyle a} zu jenem {\displaystyle a_{0}=a-s} mit {\displaystyle d=\Vert a_{0}\Vert }, der ohne Verlust des Allgemeinheit möglich ist, wie zuvor begründet.
Sodann ist gemäß Hypothese ({\displaystyle d\neq 0}) die Division durch {\displaystyle d^{k-1}} möglich. Beachtet man dabei die Auswahl von {\displaystyle z\in B_{0}(d)}, so erhält man insgesamt die Abschätzung mit Konvergenz {\displaystyle d\leq \Vert a_{0}-z\Vert \leq d\left(1+\left({\tfrac {\Vert z\Vert }{d}}\right)^{k}\right)\;\;{\stackrel {k\to \infty }{\longrightarrow }}\;\;\ d}.
Der Grenzübergang erzwingt die Gleichheit {\displaystyle d=\Vert a_{0}-z\Vert =\Vert a-(s+z)\Vert }, also {\displaystyle s+z\in S_{a}} (bzw. {\displaystyle z\in S_{a_{0}}}), wie behauptet.
- Aus dieser Behauptung folgt induktiv[Anm 13] {\displaystyle \Vert a_{0}-mz\Vert =\Vert a-s-mz\Vert =d} für beliebiges {\displaystyle m\in \mathbb {N} } und {\displaystyle z\in B_{0}(d)}, das heißt {\displaystyle S_{a}+m\cdot B_{0}(d)\subset S_{a}} und mithin {\displaystyle \mathbb {C} =S_{a}}.[Anm 14]
- Dies steht jedoch im  Widerspruch zur Tatsache, dass {\displaystyle \Vert \cdot \Vert } ein archimedischer Betrag ist, für den gilt: {\displaystyle \Vert a_{0}-mz\Vert \geq {\Big \vert }\Vert a_{0}\Vert -m\Vert z\Vert {\Big \vert }\;\;{\stackrel {m\to \infty }{\longrightarrow }}\;\;\infty }, sobald nur {\displaystyle z\neq 0}.

Somit ist die Annahme {\displaystyle d>0} widerlegt und der Beweis des Fundamentalsatzes der Algebra erbracht.
Anmerkung: Es kann leicht gezeigt werden, dass die in (G&A) angegebene Fortsetzung des Absolutbetrages die einzig mögliche ist.

#### Vollständigkeitssatz von Ostrowski und reell abgeschlossene Körper
Der Vollständigkeitssatz von Ostrowski besagt, dass ein vollständiger archimedisch bewerteter Körper {\displaystyle \mathbb {L} } entweder mit {\displaystyle \mathbb {R} } oder mit {\displaystyle \mathbb {C} } topologisch und algebraisch identifiziert werden kann. Um also den Beweis dieses Satzes zu vollenden, muss zunächst angemerkt werden, dass notwendig {\displaystyle \mathbb {R} \subset \mathbb {L} }, da {\displaystyle \mathbb {R} } der topologische Abschluss (Vervollständigung) des Primkörpers {\displaystyle \mathbb {Q} } eines archimedisch bewerteten Körpers ist. Also wähle man als Grundkörper {\displaystyle \mathbb {K} =\mathbb {R} } und mache sich klar, dass für die Erweiterung {\displaystyle \mathbb {L} } nur entweder (trivialerweise) {\displaystyle \mathbb {R} } oder (nach dem obigen Beweis) {\displaystyle \mathbb {C} } in Frage kommen, denn: 
- Ist {\displaystyle X^{2}+1} über {\displaystyle \mathbb {L} } reduzibel, so liefert der bereits bewiesene Teil „(O)“ des Vollständigkeitssatzes {\displaystyle \mathbb {C} =\mathbb {L} }.
- Ist jedoch {\displaystyle X^{2}+1} über {\displaystyle \mathbb {L} } irreduzibel, so betrachte die quadratische Erweiterung {\displaystyle \mathbb {L} [{\sqrt {-1}}]/\mathbb {L} }: 
  - Auf sie lässt sich die Bewertung {\displaystyle \Vert \cdot \Vert } von {\displaystyle \mathbb {L} } fortsetzen. Zur Begründung sei auf den Beweisteil „(G&A)“ verwiesen oder aber auf einen elementaren Hilfssatz für quadratische Erweiterungen vollständiger Körper, der sich in Ostrowskis Arbeit von 1918[10] befindet.
  - Also liefert der bereits bewiesene Teil „(O)“ des Vollständigkeitssatzes {\displaystyle \mathbb {C} =\mathbb {L} [{\sqrt {-1}}]}.
  - Die Erweiterung {\displaystyle \mathbb {C} =\mathbb {L} [{\sqrt {-1}}]\supset \mathbb {R} } bietet aus Gradgründen keinen Platz für einen echten Zwischenkörper {\displaystyle \mathbb {L} }, so dass in diesem Falle {\displaystyle \mathbb {L} =\mathbb {R} } folgt.
- Damit ist insgesamt also {\displaystyle \mathbb {L} \in \{\mathbb {C} ,\mathbb {R} \}} und der Vollständigkeitssatz von Ostrowski über vollständige archimedisch bewertete Körper bewiesen.

Welcher der beiden Fälle {\displaystyle \mathbb {L} =\mathbb {R} } oder {\displaystyle \mathbb {L} =\mathbb {C} } vorliegt, entscheidet sich somit an der Frage, ob eine (und damit jede) der folgenden, für den hier betrachteten (vollständigen archimedisch bewerteten) Körper {\displaystyle \mathbb {L} } äquivalenten Bedingungen erfüllt ist oder nicht:
- Der Körper {\displaystyle \mathbb {L} } enthält nicht jede Einheitswurzel.[Anm 16]
- Das Element {\displaystyle -1} ist in {\displaystyle \mathbb {L} } kein Quadrat.
- Das Element {\displaystyle -1} ist in {\displaystyle \mathbb {L} } keine Quadratsumme.
- In {\displaystyle \mathbb {L} } verschwindet eine Quadratsumme nur dann, wenn jeder Summand verschwindet.
- Das Polynom {\displaystyle X^{2}+1} ist über {\displaystyle \mathbb {L} } irreduzibel.
- Es gibt ein nicht-lineares, über {\displaystyle \mathbb {L} } irreduzibles Polynom.[Anm 17]
- Der Körper {\displaystyle \mathbb {L} } ist formal reell.
- Der Körper {\displaystyle \mathbb {L} } ist reell abgeschlossen.
- Der Körper {\displaystyle \mathbb {L} } verfügt über eine Anordnung.
- Der Betrag {\displaystyle \Vert \cdot \Vert } auf {\displaystyle \mathbb {L} } wird von einer Anordnung auf {\displaystyle \mathbb {L} } induziert.
- Die „Einheits-Sphäre“ {\displaystyle \mathbb {S_{L}} :=\{y\in \mathbb {L} ;\Vert y\Vert =1\}} enthält nur zwei Elemente.[Anm 18]
- Bezogen auf die (sogar eindeutig) existierende Anordnung auf {\displaystyle \mathbb {L} } gelten die beiden Eigenschaften:
  - Eigenschaft „P=Q“: Positive Elemente sind Quadrate in {\displaystyle \mathbb {L} }.
  - Eigenschaft „B-W“: Polynome ungeraden Grades über {\displaystyle \mathbb {L} } haben eine Nullstelle in {\displaystyle \mathbb {L} }, spalten also einen Linearfaktor ab.
- Es gibt eine Einbettung {\displaystyle \mathbb {L} \hookrightarrow \mathbb {R} } topologischer (angeordneter) Körper.[Anm 19]

Hieran wird deutlich, wie eng der bewertungstheoretische Beweis nach H. Brückner und der Vollständigkeitssatz von Ostrowski mit der Theorie formal reeller Körper und der obigen Beweisvariante für reell abgeschlossene Körper durch Galois-Theorie zusammenhängen – und letztlich auch mit dem Beweis von Gauß von 1815, der auf Vorarbeiten von Euler, Laplace und Lagrange beruht und genau diese Argumente heranzieht.

#### Zusammenhang mit dem Satz von Gelfand-Mazur
Der erwähnte Vollständigkeitssatz von Ostrowski steht in engem Zusammenhang mit dem Satz von Gelfand-Mazur über die Tatsachen,
- dass das Spektrum einer komplexen Banach-Algebra mit Einselement nicht leer ist und
- dass eine komplexe Banach-Algebra, die ein Schiefkörper ist, mit dem Körper {\displaystyle \mathbb {C} } identifiziert werden kann.

Beide Sätze, sowohl der Satz von Gelfand-Mazur als auch der Fundamentalsatz der Algebra, lassen sich mit dem Satz von Liouville beweisen. Der Fundamentalsatz der Algebra ist eine elementare Anwendung des Satzes von Gelfand-Mazur, der Banachalgebren beliebiger Dimension betrachtet und daher zu seinem Beweis transfinite Methoden (Satz von Hahn-Banach) benötigt.
Der Satz von Gelfand-Mazur verallgemeinert den erwähnten Vollständigkeitssatz von Ostrowski auf komplexe Banachalgebren und liefert somit eine Verallgemeinerung in zweierlei Hinsicht: Banachalgebren müssen nicht kommutativ sein, und ihre Normen unterliegen schwächeren Anforderungen als Absolutbeträge von Körpern.

### Beweis mit Methoden der Funktionentheorie

#### Indirekter Beweis mit dem Satz von Liouville
Wegen {\displaystyle \textstyle \lim _{s\to \infty }\inf _{|z|=s}\left|f(z)\right|=\infty } existiert ein {\displaystyle R>0}, so dass {\displaystyle \left|f(0)\right|\leq \left|f(z)\right|} für alle {\displaystyle z\in \mathbb {C} } mit {\displaystyle |z|>R} gilt. Weil sowohl {\displaystyle f} und damit auch der Betrag {\displaystyle |f|} stetig sind, als auch die Kreisscheibe {\displaystyle {\overline {U_{R}(0)}}} kompakt ist, existiert nach dem Satz von Weierstrass eine Stelle {\displaystyle z_{0}\in {\overline {U_{R}(0)}}} mit minimalem Betrag des Funktionswertes, {\displaystyle C:=\left|f(z_{0})\right|\leq \left|f(z)\right|} für alle {\displaystyle z\in {\overline {U_{R}(0)}}}. Nach Konstruktion ist {\displaystyle C=\left|f(z_{0})\right|} sogar ein globales Minimum. Wäre {\displaystyle C} positiv, so wäre die reziproke Funktion {\displaystyle z\mapsto {\tfrac {1}{f(z)}}} holomorph auf {\displaystyle \mathbb {C} } und durch {\displaystyle {\tfrac {1}{C}}} beschränkt, also nach dem Satz von Liouville konstant. Somit wäre auch {\displaystyle f(z)} konstant, was der Voraussetzung widerspricht. Da {\displaystyle C\geq 0} folgt {\displaystyle C=\left|f(z_{0})\right|=0}, also existiert eine Nullstelle (in {\displaystyle z_{0}}).

#### Direkter Beweis mittels des Cauchyschen Integralsatzes
Der Fundamentalsatz der Algebra ist mit Hilfe elementarer Abschätzungen sogar direkt aus dem Cauchyschen Integralsatz ableitbar, und zwar wie folgt:
Das Polynom {\displaystyle f} lässt sich in der Form {\displaystyle f(z)=z\cdot g(z)+a_{0}} darstellen, wobei {\displaystyle g} ein weiteres Polynom ist.
Angenommen, {\displaystyle f(z)} hätte keine Nullstelle, so ließe sich für {\displaystyle z\in \mathbb {C} \setminus \{0\}} stets schreiben
{\displaystyle {\frac {1}{z}}={\frac {f(z)}{z\cdot f(z)}}={\frac {g(z)}{f(z)}}+{\frac {a_{0}}{z\cdot f(z)}}}.
Nun bildet man für jedes {\displaystyle R\in \mathbb {N} } das Wegintegral der auf {\displaystyle \mathbb {C} \setminus \{0\}} gebildeten Kehrwertfunktion {\displaystyle z\mapsto {\tfrac {1}{z}}} über den Kreislinienweg {\displaystyle {\gamma _{R}}(t)=R\cdot \exp(i\cdot t)(t\in [0,2\pi ])} und erhält:
{\displaystyle 2\pi i=\int \limits _{\gamma _{R}}{\frac {1}{z}}\,\mathrm {d} z=\int \limits _{\gamma _{R}}{\frac {g(z)}{f(z)}}\,\mathrm {d} z+a_{0}\cdot \int \limits _{\gamma _{R}}{\frac {1}{z\cdot f(z)}}\,\mathrm {d} z}.
Aufgrund der angenommenen Nullstellenfreiheit von {\displaystyle f(z)} ist
{\displaystyle z\mapsto {\frac {g(z)}{f(z)}}}
holomorph, womit sich infolge des Cauchyschen Integralsatzes weiter ergibt:
{\displaystyle 2\pi i=0+a_{0}\cdot \int \limits _{\gamma _{R}}{\tfrac {1}{z\cdot f(z)}}\,\mathrm {d} z}
und daraus:
{\displaystyle 2\pi \leq |a_{0}|\cdot \operatorname {L} ({\gamma _{R}})\cdot \max _{|z|=R}{\frac {1}{|z\cdot f(z)|}}=|a_{0}|\cdot 2\pi R\cdot \max _{|z|=R}{\frac {1}{|z|\cdot |f(z)|}}=|a_{0}|\cdot 2\pi \cdot \max _{|z|=R}{\frac {1}{|f(z)|}}}  .
Dies gilt für jedes beliebige {\displaystyle R\in \mathbb {R} ^{>0}}.
Nun ist jedoch {\displaystyle \textstyle \lim _{|z|\to \infty }\ |f(z)|=\infty } und damit folgt aus der letzten Ungleichung unmittelbar:
{\displaystyle 2\pi \leq 0},
was sicher falsch ist.
Damit ist die angenommene Nullstellenfreiheit von {\displaystyle f(z)} zum Widerspruch geführt und {\displaystyle f(z)} muss eine Nullstelle haben.

#### Beweisvariante mittels des Cauchyschen Integralsatzes
Eine Beweisvariante unter Verwendung des Cauchyschen Integralsatzes findet sich bei Bartel Leendert van der Waerden:
Unter der Annahme, dass {\displaystyle f(z)\neq 0\;\forall z\in \mathbb {C} } für die Polynomfunktion {\displaystyle f} gelte, setze {\displaystyle \phi (z):={\tfrac {1}{f(z)}}} und betrachte {\displaystyle \psi \colon \mathbb {C} \to \mathbb {C} } definiert durch {\displaystyle \psi (z):={\tfrac {\phi (z)-\phi (0)}{z}}} für {\displaystyle z\neq 0} und stetig fortgesetzt bei {\displaystyle z=0} dank {\displaystyle \lim _{z\to 0}\psi (z)={\tfrac {\mathrm {d} \phi }{\mathrm {d} z}}(0)}. Mit {\displaystyle f} sind – gemäß Annahme – auch {\displaystyle \phi } und {\displaystyle \psi } auf der gesamten Ebene {\displaystyle \mathbb {C} } holomorph, das heißt ganze Funktionen. Also verschwindet nach dem Cauchyschen Integralsatz das Weg-Integral über eine Kreislinie {\displaystyle \mathrm {K} =\mathrm {K} (R)} mit Radius {\displaystyle R} um den Nullpunkt, und mittels Kreislinienparametrisierung kommt:
{\displaystyle 0=\oint _{\mathrm {K} }\psi (z)\;\mathrm {d} z=\int _{0}^{2\pi }\phi (Re^{i\theta })\,i\;\mathrm {d} \theta -\underbrace {\int _{0}^{2\pi }\phi (0)\,i\;\mathrm {d} \theta } _{=2\pi i\,\phi (0)}}
Nun gibt es zu jedem beliebig gegebenem {\displaystyle \epsilon >0} einen genügend großen Radius {\displaystyle R}, so dass für den Integranden {\displaystyle |\phi (Re^{i\theta })|<\epsilon } auf {\displaystyle \mathrm {K} } gilt, und für das Integral folglich {\displaystyle \left|2\pi i\,\phi (0)\right|=\left|\int _{0}^{2\pi }\phi (Re^{i\theta })\,i\;\mathrm {d} \theta \right|<2\pi \epsilon }. Hieraus folgt {\displaystyle \phi (0)=0}, was auf den Widerspruch {\displaystyle 1{\stackrel {{\text{Def }}\phi }{=}}f(0)\,\phi (0)=0} stößt.

### Beweis mit Methoden der komplexen Geometrie
Wir fassen {\displaystyle f} als Abbildung des komplexen projektiven Raums {\displaystyle \mathbb {P} _{\mathbb {C} }^{1}\to \mathbb {P} _{\mathbb {C} }^{1}} auf, d. h. {\displaystyle \mathbb {C} \ni z\mapsto f(z)\in \mathbb {C} }, {\displaystyle \infty \mapsto \infty }. Die so definierte nicht-konstante Abbildung komplexer Mannigfaltigkeiten ist holomorph und damit offen (d. h., das Bild jeder offenen Teilmenge ist offen) nach dem Offenheitsprinzip. Da {\displaystyle \mathbb {P} _{\mathbb {C} }^{1}} kompakt und {\displaystyle f} stetig ist, ist das Bild {\displaystyle f(\mathbb {P} _{\mathbb {C} }^{1})} auch kompakt, insbesondere abgeschlossen in {\displaystyle \mathbb {P} _{\mathbb {C} }^{1}}. Damit ist das Bild bereits ganz {\displaystyle \mathbb {P} _{\mathbb {C} }^{1}}, denn {\displaystyle \mathbb {P} _{\mathbb {C} }^{1}} ist zusammenhängend. Insbesondere gibt es ein {\displaystyle z\in \mathbb {C} }, welches auf {\displaystyle 0} abgebildet wird, d. h. eine Nullstelle von {\displaystyle f}.

### Beweis mit Methoden der Differentialtopologie
Ähnlich wie im obigen Beweis aus der komplexen Geometrie fassen wir {\displaystyle f} als Selbstabbildung der Sphäre {\displaystyle \mathbb {S} ^{2}} auf. So ist {\displaystyle f\colon \mathbb {S} ^{2}\to \mathbb {S} ^{2}} (reell) differenzierbar und die Menge der kritischen Punkte ist als Nullstellenmenge der Ableitung endlich, womit die Menge der regulären Werte zusammenhängend ist. Die Kardinalität {\displaystyle |f^{-1}(y)|} des Urbilds eines regulären Wertes {\displaystyle y\in \mathbb {S} ^{2}} ist außerdem lokal konstant als Funktion in {\displaystyle y} ({\displaystyle f} ist injektiv auf Umgebungen von Punkten in {\displaystyle f^{-1}(y)}). Dies zeigt, dass {\displaystyle f} surjektiv ist, denn reguläre Werte werden somit stets angenommen und kritische Werte werden nach Definition angenommen.

### Beweis mittels des Satzes von Rouché für holomorphe Funktionen
Die Funktion {\displaystyle F(z)=a_{n}z^{n}+a_{n-1}z^{n-1}+\dotsb +a_{1}z+a_{0}} wird dargestellt als {\displaystyle F(z)=f(z)+\phi (z)}. Wobei {\displaystyle f(z)=a_{n}z^{n}} und {\displaystyle \phi (z)=a_{n-1}z^{n-1}+\dotsb +a_{1}z+a_{0}}. Dann betrachten wir die Relation {\displaystyle {\frac {\phi (z)}{f(z)}}={\frac {a_{n-1}}{a_{n}}}z^{-1}+\dotsb +{\frac {a_{1}}{a_{n}}}z^{-(n-1)}+{\frac {a_{0}}{a_{n}}}z^{-n}}. Es ist offensichtlich, dass ein {\displaystyle M>0} existiert, sodass für alle {\displaystyle |z|=R>M} gilt:
{\displaystyle 0<\left|{\frac {\phi (z)}{f(z)}}\right|_{|z|=R}<1}
Daher folgt aus dem Satz von Rouché, dass die Anzahl der Nullstellen der Funktion {\displaystyle F(z)} in dem Kreis {\displaystyle |z|=R} gleich der Anzahl der Nullstellen der Funktion {\displaystyle f(z)=a_{n}z^{n}} ist. Aber die Funktion  {\displaystyle f(z)=a_{n}z^{n}} besitzt nur eine {\displaystyle n}-fache Nullstelle in {\displaystyle z=0}. Da {\displaystyle R>M} beliebig gewählt wurde, folgt die Behauptung des Fundamentalsatzes.

## Verallgemeinerung des Fundamentalsatzes
Der Fundamentalsatz der Algebra lässt sich mit Hilfe topologischer Methoden unter Anwendung der Homotopietheorie und des Abbildungsgrades weiter verallgemeinern:
Jede stetige Funktion   {\displaystyle f\colon \mathbb {C} \to \mathbb {C} }, für die eine  natürliche Zahl   {\displaystyle n>0}   und weiter eine komplexe Zahl   {\displaystyle c\neq 0}   existieren derart, dass   {\displaystyle \textstyle \lim _{z\to \infty }\ {\tfrac {f(z)}{z^{n}}}=c}   erfüllt ist, hat eine Nullstelle.
Hieraus folgt der Fundamentalsatz, indem man zu einer komplexen Polynomfunktion   {\displaystyle z\mapsto f(z)=a_{n}z^{n}+a_{n-1}z^{n-1}+\dotsb +a_{1}z+a_{0}}     {\displaystyle (z\in \mathbb {C} )}   vom Grad    {\displaystyle n>0}   den Leitkoeffizienten als Konstante, also {\displaystyle c=a_{n}}   nimmt.

### Originalliteratur und Literatur vor 1932
- Carl Friedrich Gauß: Methodvs nova integralivm valores per approximationem inveniendi. Dieterich, Göttingen 1815, (Another new proof of the theorem that every integral rational algebraic function of one variable can be resolved into real factors of the first or second degree. (PDF; 190 kB) (engl. Übersetzung des Originals)). Korrigierter Link: PDF bei gallica.bnf.fr, abgerufen am 31. Mai 2021. Siehe auch Literatur im Artikel zur Gauß-Quadratur.
- Karl Weierstraß: Neuer Beweis des Satzes, dass jede ganze rationale Function einer Veränderlichen dargestellt werden kann als ein Product aus linearen Functionen derselben Veränderlichen. In: Sitzungsberichte der königlich preussischen Akademie der Wissenschaften zu Berlin. 1891 (Juni bis December), S. 1085–1101, bbaw.de. Korrigierte, aktuelle Links: digilab.bbaw.de, de.wikisource.de, www.biodiversitylibrary.org, zdb-katalog.de/title.xhtml, sämtlich abgerufen am 31. Mai 2021.
- Heinrich Weber: Lehrbuch der Algebra I. Friedrich Vieweg und Sohn, Braunschweig, 1895,  PDF bei resolver.sub.uni-goettingen.de, abgerufen am 30. Mai 2021. Beweise des Fundamentalsatzes in § 38 (rein analytischer Beweis, vgl. den Abschnitt „Rein analytischer Beweis“) und in § 98 Gauss' erster Beweis (mit Hilfe des Sturmschen Lehrsatzes).
- Marie Ennemond Camille Jordan: Cours d'Analyse, Tome I (Calcul Différentiel).  3me édition, Gauthier-Villars, 1909. Reproduktion: 1991 Éditions Jacques Gabay, ISBN 2-87647-018-7. Siehe PDF bei gallica.bnf.fr, abgerufen am 29. Mai 2021.
- Hermann Weyl: Randbemerkungen zu Hauptproblemen der Mathematik. In: Mathematischen Zeitschrift, Bd. 20, (1924), ab Seite 131. Siehe PDF bei gdz.sub.uni-goettingen.de, abgerufen am 29. Mai 2021. Darin ab Seite 142 ein intuitionistischer Beweis des Fundamentalsatzes (Abschnitt II Fundamentalsatz der Algebra und Grundlagen der Mathematik).
- Alexander M. Ostrowski: Über einige Lösungen der Funktionalgleichung {\displaystyle \varphi (x).\varphi (y)=\varphi (xy)}. In: Acta Mathematica 41 (1918). April 1916, S. 271–284, abgerufen am 6. Januar 2023.
  - Siehe auch doi:10.1007/BF02422947 oder direkt im Project Euclid
- Reinhold Baer (Halle) und Helmut Hasse (Marburg): Zusammenhang und Dimension topologischer Körperräume. In: Journal für die reine und angewandte Mathematik (Crelle-Journal), Band 167 (1931). 5. Mai 1931, S. 40–45, abgerufen am 4. Januar 2023.